# Narcissus asturiensis
Narcissus asturiensis és una espècie de planta bulbosa que pertany a la família de les amaril·lidàcies. Aquesta espècie és endèmica de la península Ibèrica.

## Descripció
Narcissus asturiensis té les seves flors de color groc i solitàries; i els seus tèpals són grocs. La seva corol·la s'estreny al centre i mostra la seva vora molt lobulada. Les seves fulles són basals envainants, de fins a 15 cm d'alçada pe 2 a 5 mm d'amplada de color verd blavós. El seu bulb és blanquinós de fins a 1,5 x 2 cm.

## Distribució
Narcissus asturiensis es troba a la meitat nord d'Espanya i al centre i nord-oest de Portugal en muntanyes superiors als 800 m. Aquesta espècie és endèmica de la península Ibèrica i la seva extensió és d'11.400 km², la major part a Espanya. L'àrea de l'espècie a Portugal és de 2.427 km² i està augmentant (1991-2005).
Aquesta espècie s'ha registrat a Espanya entre 190 a 210 localitats. A Portugal, la població supera els 10.000 individus, i s'ha registrat a set muntanyes.

## Hàbitat
Aquesta espècie està present en clars de boscos de Quercus o "Quejigares", que són boscos de Quercus faginea. També pot créixer en boscos i arbustos atlàntics, praderies de muntanya mitjana i alta i terres humides d'Erica ciliaris i Erica tetralix, i en prats rocosos. A Portugal, també es va informar de praderies dominades per Nardus spp.

## Amenaces
Les principals amenaces per a aquesta espècie són la recol·lecció (comercial) de les plantes, les modificacions de la gestió dels boscos i canvis en els usos agrícoles.

## Accions de conservació
Aquesta espècie figura als annexos II i IV de la Directiva sobre hàbitats. No es recomanen altres mesures importants de conservació.
Es troba en una àrea protegida a Portugal.

## Taxonomia
Narcissus asturiensis va ser descrita per (Jord.) Pugsley i publicat a Journal of the Royal Horticultural Society 58:40, a l'any 1933.
Citologia
Número de cromosomes de Narcissus minor subsp. asturiensis (Fam. Amaryllidaceae) i tàxons infraespecífics: Narcissus asturiensis (Jord.) Pugsley: n=14; 2n=28.
Etimologia
Narcissus nom genèric que fa referència del jove narcisista de la mitologia grega Νάρκισσος (Narkissos) fill del déu riu Cefís i de la nimfa Liríope; que es distingia per la seva bellesa.
El nom deriva de la paraula grega: ναρκὰο, narkào (= narcòtic) i es refereix a l'olor penetrant i embriagant de les flors d'algunes espècies (alguns sostenen que la paraula deriva de la paraula persa نرگس i que es pronuncia Nargis, que indica que aquesta planta és embriagadora).
asturiensis: epítet geogràfic llatí que designa a Astúries.
Sinonímia
- Ajax asturiensis Jord.
- Narcissus cyclamineus subsp. cohaerens Rozeira
- Narcissus lagoi Merino
- Narcissus minor subsp. asturiensis (Jord.) Barra i G.López
- Narcissus minor var. brevicoronatus (Pugsley) Barra & G.López
- Narcissus minor var. villarvildensis (T.E.Díaz i Fern.Prieto) Barra & G.López[6]